# NGC 5238
NGC 5238 est une galaxie naine irrégulière située dans la constellation des Chiens de chasse. Sa vitesse par rapport au fond diffus cosmologique est de 379 ± 11 km/s, ce qui correspond à une distance de Hubble de 5,59 ± 0,42 Mpc (∼18,2 millions d'al). NGC 5238 a été découverte par l'astronome germano-britannique William Herschel en 1789.

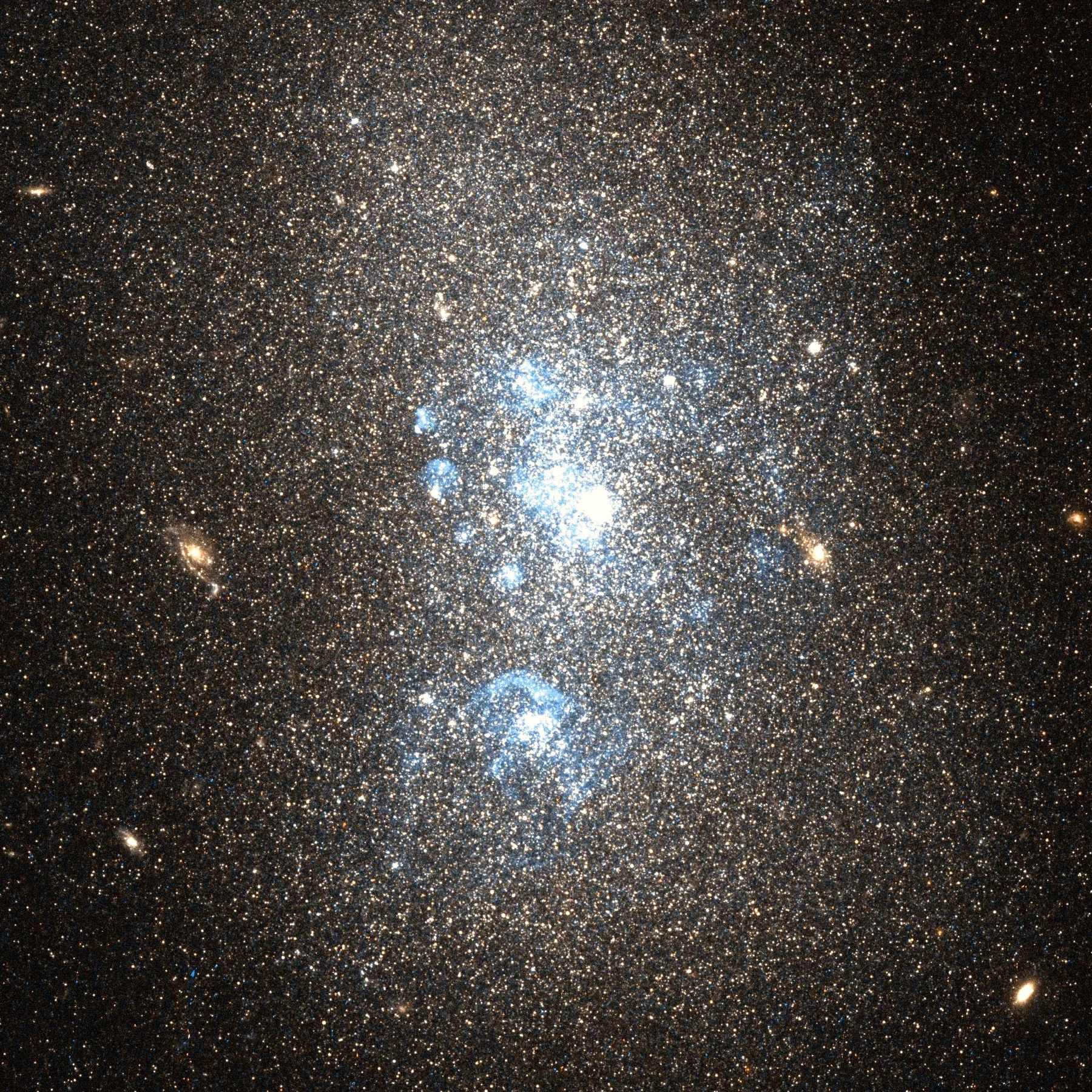
NGC 5328 par le télescope spatial Hubble.

## Caractéristiques
La classe de luminosité de NGC 5238 est IV-V et elle présente une large raie HI. Elle renferme possiblement des régions d'hydrogène ionisé. NGC 5238 est aussi possiblement une galaxie à sursauts de formation d'étoiles (WR). NGC 5238 est une galaxie dont le noyau brille dans le domaine de l'ultraviolet. Elle est inscrite dans le catalogue de Markarian sous la cote Mrk 1479 (MK 1479).
La masse totale de cette galaxie est d'environ 117 millions de masses solaires avec un taux de formation d'étoiles de 0,01 masse solaire par années. La masse totale d'hydrogène neutre est estimée à 26 millions de masses solaires.

### Classification
Dans un article publié en 1977, on a émis l'hypothèse que NGC 5238 était une paire de galaxies en interaction et non une seule galaxie, d'où sa désignation VV 828. Cette double nature subsiste encore en certains endroits. Dix années plus tard, une étude dédiée à la courbe de rotation de cette galaxie a démontré que c'était une seule galaxie. L'une des régions que l'on croyait être le noyau d'une autre galaxie était en fait selon cette étude une grande région HII de diamètre égal à 100 parsecs.
On ne s'entend pas sur la classification morphologique de NGC 5238. En 1979, elle a été classifiée comme une spirale barrée. Peu de temps après, elle a été incluse dans une étude des galaxies naines bleues compactes, incompatible avec la classification spirale barrée. Cependant, la classification de spirale barrée a été considérée comme correcte pendant des années et la classification de spirale intermédiaire a même été préconisée par certains,. Ce n'est que vers le milieu des années 1990 que NGC 5238 a été reconnue comme étant une galaxie naine irrégulière,. Même après cela, la majorité des articles la désigne comme une spirale barrée jusqu'en 2015 où la classification de galaxie naine irrégulière a été largement acceptée.

### Distance
La vitesse radiale de 228 km/s de cette galaxie est faible et on ne peut employer la loi de Hubble-Lemaître pour calculer sa distance. À ce jour, six mesures non basées sur le décalage vers le rouge (redshift) donne une distance de 4,623 ± 0,352 Mpc (∼15,1 millions d'al).

## Groupe de M101
Dans un article publié en 1998, Abraham Mahtessian indique que NGC 5238 fait partie d'un vaste groupe qui compte plus de 80 galaxies, le groupe de M101. Plusieurs galaxies de la liste de Mahtessian se retrouvent également dans d'autres groupes décrit par A.M. Garcia, soit le groupe de NGC 3631, le groupe de NGC 3898, le groupe de M109 (NGC 3992), le groupe de NGC 4051,le groupe de M106 (NGC 4258) et le groupe de NGC 5457. Mais, NGC 5238 ne se retrouve dans aucun de ces groupes.
Plusieurs galaxies des six groupes de Garcia ne figurent pas dans la liste du groupe de M101 de Mahtessian. Il y a plus de 120 galaxies différentes dans les listes des deux auteurs. Puisque la frontière entre un amas galactique et un groupe de galaxie n'est pas clairement définie (on parle de 100 galaxies et moins pour un groupe), on pourrait qualifier le groupe de M101 d'amas galactique contenant plusieurs groupes de galaxies.
Le groupe de M101 fait partie de l'amas de la Grande Ourse, l'un des amas galactiques du superamas de la Vierge.
Selon version anglaise de Wikipédia, il s'avère cependant que certains considèrent maintenant NGC 5238 comme une galaxie du champ, c'est-à-dire qu'elle n'appartient pas à un amas ou un groupe et qu'elle est donc gravitationnellement isolée. Notons cependant qu'il est impossible de lire le contenu de cet article en ligne et que NGC 5238 n'est nullement mentionné dans le résumé de l'article.